# Мангочи
Мангочи е една от 28-те области на Малави. Разположена е в южния регион на страната, граничи с Мозамбик и има широк излаз на езерото Малави. Столицата на областта е град Мангочи. Площта е 6729 км², а населението (по преброяване от септември 2018 г.) е 1 148 611 души.